# Lycaena eunomia
Lycaena eunomia är en fjärilsart som beskrevs av Edwards 1870. Lycaena eunomia ingår i släktet Lycaena och familjen juvelvingar. Inga underarter finns listade i Catalogue of Life.